# Wes et Travis
Pour les articles homonymes, voir Wes et Travis.
Wes et Travis (Common Law) est une série télévisée américaine en un pilote de 90 minutes et onze épisodes de 42 minutes, créée par Cormac Wibberley et Marianne Wibberley, diffusée entre le 11 mai et le 10 août 2012 sur USA Network et au Canada à partir du 26 août 2012 sur Showcase.
En Suisse, elle est diffusée depuis le 4 novembre 2012 sur RTS Un, au Québec, depuis le 4 avril 2013 sur Séries+. En France, depuis le 6 juillet 2013 sur M6 et depuis le 26 décembre 2015 sur Série Club.

## Synopsis
La série suit deux détectives des homicides du Service de police de Los Angeles (Los Angeles Police Department, LAPD), Travis Marks et Wes Mitchell, qui ne se supportent pas l'un l'autre. Les querelles constantes entre les deux partenaires incitent leur commandant, le capitaine Mike Sutton, à les envoyer vers un thérapeute de couple, le Dr Emma Ryan, dans l'espoir de résoudre la situation.

## Distribution

### Acteurs principaux
- Michael Ealy (VF : Daniel Lobé) : Travis Marks
- Warren Kole (VF : Sylvain Agaësse) : Wesley « Wes » Mitchell
- Sonya Walger (VF : Stéphanie Lafforgue) : Dr Emma Ryan
- Jack McGee (VF : Jean-Pierre Gernez) : Capitaine Mike Sutton

### Acteurs récurrents
- Gary Grubbs : Mr Dumont
- Indigo (VF : Laurence Mongeaud) : Rozelle
- Vanessa Cloke (VF : Victoria Grosbois) : Dakota
- Leslie Castay (VF : Isabelle Bules) : Grace Dumont
- Yohance Myles (VF : Éric Marchal) : Clyde
- Lyle Brocato : Peter
- Alicia Coppola (VF : Dominique Westberg) : Dr Jonelle (5 épisodes)
- Elizabeth Chomko (VF : Hélène Bizot) : Alex MacFarland (4 épisodes)
- Kerry Cahill (VF : Léa Gabrièle) : Detective Kate Cafferty (4 épisodes)

### Invités
- John Shea : Juge Franklin Whitaker (épisodes 1 et 2)
- Mercedes Masohn (VF : Pamela Ravassard) : Ellen Sandoval (épisodes 1 et 2)
- Andrea Parker : Procureur Laura (épisode 1)
- Nora Zehetner : Kendall (épisodes 3 et 4)
- Jeff Fahey : Dan Noone (épisode 10)
- Kevin Tighe : Fred Bendek (épisode 10)
- Ed Begley Jr. : Dr Van Waals (épisodes 11 et 12)
- Dominic Purcell : John Crowl (épisode 12)

- Version française
Société de doublage : Mediadub International[7]
Direction artistique : Stanislas Forlani[7]
Adaptation des dialogues : Jonathan Amram[7] et François Dubuc[8]

 Source et légende : version française (VF) sur RS Doublage et DSD Doublage Séries Database

## Production
En juin 2010, la série est commandée.
En août, Michael Ealy décroche le rôle principal de Travis, puis en décembre, Warren Kole le rôle de Wes. En janvier, Amy Acker décroche le rôle de la thérapeute, suivi de Jack McGee.
En juin 2011, quelques scènes sont tournées de nouveau alors qu'Amy Acker quitte la série. La série est commandée le mois suivant. Sonya Walger décroche le rôle régulier en septembre.
Parmi les invités annoncés : Nora Zehetner, Jeff Fahey et Kevin Tighe, Ed Begley Jr. et Dominic Purcell.
Le 31 octobre 2012, la série est annulée. Il s'agissait de la série la moins regardée sur la chaîne.

## Épisodes
1. Thérapie de choc - Partie 1 (Pilot - Part 1)
2. Thérapie de choc - Partie 2 (Pilot - Part 2)
3. Le Troisième Élément (Ride-Along)
4. Le Profil du tueur (Soul Mates)
5. Le Facteur ex (Ex-Factor)
6. La confiance règne (The T Word)
7. L'Angoisse de la performance (Performance Anxiety)
8. Alter ego (Role Play)
9. Deux hommes et un bon chien (Joint Custody)
10. Le Vieux Couple (Odd Couples)
11. L'habit ne fait pas le flic / La manière forte (In-Laws vs. Outlaws)
12. Dans tes rêves ! (Hot for Teacher)
13. L'Heure des comptes (Gun!)